# Agrostis bakeri
Agrostis bakeri é uma espécie de gramínea do gênero Agrostis, pertencente à família Poaceae.